# Шейкін Едуард Костянтинович
Шейкін Едуард Костянтинович — радянський, український художник кіно. Нагороджений медалями.

## Біографічні відомості
Народився 29 березня 1929 р. у м. Ростов-на-Дону. Закінчив Всесоюзний державний інститут кінематографії (1962).
З 1962 р. — художник-постановник Київської кіностудії ім. О. П. Довженка.
Був членом Спілки кінематографістів України.
Помер 12 серпня 1998 р.

## Фільмографія
Художник-постановник:
- «Зірочка» («Капітани не запізнюються») (1962)
- «Хочу вірити» (1965, у співавт. з О. Степаненком)
- «Всюди є небо» (1967)
- «Експеримент доктора Абста» (1968)
- «Березова бувальщина» (1968, к/м)
- «Блакитне і зелене» (1970, к/м)
- «Зозуля з дипломом» (1971)
- «Як гартувалась сталь» (1973, т/ф, 6 с, у співавт. з В. Жилком)
- «Важкі поверхи» (1974, т/ф, 4 а)
- «Червоний півень плімутрок» (1975, т/ф)
- «На короткій хвилі» (1976)
- «Бути братом» (1977)
- «Пробивна людина» (1979)
- «Дачна поїздка сержанта Цибулі» (1979)
- «Довгі дні, короткі тижні...» (1980, т/ф, 2 а)
- «Грачі» (1982)
- «Не було б щастя...» (1983)
- «Звинувачується весілля» (1986)
- «Українська вендета» (1990)
- «Постскриптум» (1991) та ін.